# Председатели комитетов Государственной думы
В этой статье представлен список председателей комитетов Государственной Думы Федерального собрания Российской Федерации с 1993 года и по настоящее время. 
После имени указывается принадлежность к депутатскому объединению. После даты избрания или освобождения от должности указывается номер постановления Государственной Думы, которым произведено избрание или освобождение от должности. Полномочия председателей комитетов, как и всех депутатов, автоматически прекращаются с момента начала работы Государственной Думы нового созыва (п. 4 ст. 99 Конституции Российской Федерации). Специальные постановления об освобождении от должности при этом не принимаются.

## Роль комитетов Государственной думы
Госдума образует комитеты и комиссии. Комитеты являются основными органами палаты, участвующими в законотворческом процессе. Формируются, как правило, по принципу пропорционального представительства депутатских объединений (фракций) в Государственной думе. Председатели комитетов, их первые заместители и заместители избираются большинством голосов от общего числа депутатов по представлению депутатских объединений.
К полномочиям комитетов относятся:
- внесение предложения по формированию примерной программы законопроектной работы Государственной Думы на текущую сессию и календаря рассмотрения вопросов Государственной Думой на очередной месяц;
- осуществление предварительного рассмотрения законопроектов и их подготовка к рассмотрению Государственной Думой;
- подготовка проектов постановлений Государственной Думы;
- подготовка заключений по законопроектам и проектам постановлений, поступившим на рассмотрение Государственной Думы;
- подготовка в соответствии с решением палаты запросов в Конституционный Суд Российской Федерации;
- в соответствии с решением Совета Государственной Думы, поручением председателя Государственной Думы подготовка проектов постановлений Государственной Думы о направлении представителей Государственной Думы в Конституционный суд Российской Федерации;
- организация проводимых Государственной Думой парламентских слушаний;
- заключения и предложения по соответствующим разделам проекта федерального бюджета;
- анализ практики применения законодательства.

Основная экспертная работа в Государственной думе происходит на уровне профильных комитетов. В состав комитетов ГД входят парламентарии, имеющие непосредственное отношение к направлениям деятельности комитетов. Также комитеты наделены правом на формирование экспертных советов в рамках своей компетентности. 

## Комитеты Государственной Думы по созывам
| I созыв                                                             | II созыв                                                            | III созыв                                                                | IV созыв                                                                             | V созыв                                                                       | VI созыв                                                                         | VII созыв                                                                        | VIII созыв                                                                                 |                                                                         |
| ------------------------------------------------------------------- | ------------------------------------------------------------------- | ------------------------------------------------------------------------ | ------------------------------------------------------------------------------------ | ----------------------------------------------------------------------------- | -------------------------------------------------------------------------------- | -------------------------------------------------------------------------------- | ------------------------------------------------------------------------------------------ | ----------------------------------------------------------------------- |
| 14.01.1994 — 16.01.1996                                             | 16.01.1996 — 18.01.2000                                             | 18.01.2000 — 29.12.2003                                                  | 29.12.2003 — 24.12.2007                                                              | 24.12.2007 — 21.12.2011                                                       | 21.12.2011 — 05.10.2016                                                          | 05.10.2016 — 12.10.2021                                                          | 12.10.2021                                                                                 |                                                                         |
| Постановление 13-I ГД                                               | Постановление 11-II ГД                                              | Постановление 13-III ГД Архивная копия от 27 мая 2012 на Wayback Machine | Постановление 16-IV ГД Архивная копия от 27 мая 2012 на Wayback Machine              | Постановление 9-5 ГД Архивная копия от 27 мая 2012 на Wayback Machine         | Постановление 7-6 ГД Архивная копия от 27 мая 2012 на Wayback Machine            | Постановление 8-7 ГД Архивная копия от 9 ноября 2021 на Wayback Machine          |                                                                                            |                                                                         |
| Комитет по законодательству и судебно-правовой реформе              | Комитет по законодательству и судебно-правовой реформе              | Комитет по законодательству                                              | Комитет по конституционному законодательству и государственному строительству        | Комитет по конституционному законодательству и государственному строительству | Комитет по конституционному законодательству и государственному строительству    | Комитет по государственному строительству и законодательству                     | Комитет по государственному строительству и законодательству                               |                                                                         |
| Комитет по законодательству и судебно-правовой реформе              | Комитет по законодательству и судебно-правовой реформе              | Комитет по законодательству                                              | Плигин                                                                               | Плигин                                                                        | Плигин                                                                           | Комитет по государственному строительству и законодательству                     | Комитет по государственному строительству и законодательству                               |                                                                         |
| Комитет по законодательству и судебно-правовой реформе              | Комитет по законодательству и судебно-правовой реформе              | Комитет по законодательству                                              | Единая Россия                                                                        | Единая Россия                                                                 | Единая Россия                                                                    | Комитет по государственному строительству и законодательству                     | Комитет по государственному строительству и законодательству                               |                                                                         |
| Комитет по законодательству и судебно-правовой реформе              | Комитет по законодательству и судебно-правовой реформе              | Комитет по законодательству                                              | Комитет по гражданскому, уголовному, арбитражному и процессуальному законодательству |                                                                               |                                                                                  | Комитет по государственному строительству и законодательству                     | Комитет по государственному строительству и законодательству                               |                                                                         |
| Исаков                                                              | Лукьянов                                                            | Крашенинников                                                            | Крашенинников                                                                        | Крашенинников                                                                 | Крашенинников                                                                    | Крашенинников                                                                    | Крашенинников                                                                              |                                                                         |
| Аграрная партия России                                              | КПРФ                                                                | СПС                                                                      | Единая Россия                                                                        | Единая Россия                                                                 | Единая Россия                                                                    | Единая Россия                                                                    | Единая Россия                                                                              |                                                                         |
| Комитет по труду и социальной поддержке                             | Комитет по делам ветеранов                                          | Комитет по делам ветеранов                                               | Комитет по делам ветеранов                                                           | Комитет по делам ветеранов                                                    | Комитет по труду, социальной политике и делам ветеранов                          | Комитет по труду, социальной политике и делам ветеранов                          | Комитет по труду, социальной политике и делам ветеранов                                    | Комитет по труду, социальной политике и делам ветеранов                 |
| Комитет по труду и социальной поддержке                             | Варенников                                                          | Куликов                                                                  | Ковалёв                                                                              | Ковалёв                                                                       | Комитет по труду, социальной политике и делам ветеранов                          | Комитет по труду, социальной политике и делам ветеранов                          | Комитет по труду, социальной политике и делам ветеранов                                    | Комитет по труду, социальной политике и делам ветеранов                 |
| Комитет по труду и социальной поддержке                             | КПРФ                                                                | Отечество — Вся Россия                                                   | Единая Россия                                                                        | Единая Россия                                                                 | Комитет по труду, социальной политике и делам ветеранов                          | Комитет по труду, социальной политике и делам ветеранов                          | Комитет по труду, социальной политике и делам ветеранов                                    | Комитет по труду, социальной политике и делам ветеранов                 |
| Комитет по труду и социальной поддержке                             | Комитет по труду и социальной политике                              |                                                                          |                                                                                      |                                                                               | Комитет по труду, социальной политике и делам ветеранов                          | Комитет по труду, социальной политике и делам ветеранов                          | Комитет по труду, социальной политике и делам ветеранов                                    | Комитет по труду, социальной политике и делам ветеранов                 |
| Калашников                                                          | Калашников → Лисичкин                                               | Сайкин → Селиванов                                                       | Исаев                                                                                | Исаев                                                                         | Исаев → Баталина                                                                 | Нилов                                                                            | Нилов                                                                                      |                                                                         |
| ЛДПР                                                                | ЛДПР                                                                | КПРФ → СПС                                                               | Единая Россия                                                                        | Единая Россия                                                                 | Единая Россия                                                                    | ЛДПР                                                                             | ЛДПР                                                                                       |                                                                         |
| Комитет по бюджету, налогам, банкам и финансам                      | Комитет по бюджету, налогам, банкам и финансам                      | Комитет по бюджету и налогам                                             | Комитет по бюджету и налогам                                                         | Комитет по бюджету и налогам                                                  | Комитет по бюджету и налогам                                                     | Комитет по бюджету и налогам                                                     | Комитет по бюджету и налогам                                                               |                                                                         |
| Комитет по бюджету, налогам, банкам и финансам                      | Комитет по бюджету, налогам, банкам и финансам                      | Жуков                                                                    | Васильев                                                                             | Васильев                                                                      | Макаров                                                                          | Макаров                                                                          | Макаров                                                                                    |                                                                         |
| Комитет по бюджету, налогам, банкам и финансам                      | Комитет по бюджету, налогам, банкам и финансам                      | Российские регионы                                                       | Единая Россия                                                                        | Единая Россия                                                                 | Единая Россия                                                                    | Единая Россия                                                                    | Единая Россия                                                                              |                                                                         |
| Комитет по бюджету, налогам, банкам и финансам                      | Комитет по бюджету, налогам, банкам и финансам                      | Комитет по кредитным организациям и финансовым рынкам                    | Комитет по кредитным организациям и финансовым рынкам                                | Комитет по финансовому рынку                                                  | Комитет по финансовому рынку                                                     | Комитет по финансовому рынку                                                     | Комитет по финансовому рынку                                                               |                                                                         |
| Задорнов                                                            | Задорнов → Жуков                                                    | Шохин → Зубов                                                            | Резник                                                                               | Резник                                                                        | Бурыкина → Гончар                                                                | Аксаков                                                                          | Аксаков                                                                                    |                                                                         |
| Яблоко                                                              | Яблоко → Российские регионы                                         | Народный депутат                                                         | Единая Россия                                                                        | Единая Россия                                                                 | Единая Россия                                                                    | Справедливая Россия — За правду                                                  | Справедливая Россия — За правду                                                            |                                                                         |
| Комитет по экономической политике                                   | Комитет по экономической политике                                   | Комитет по экономической политике и предпринимательству                  | Комитет по экономической политике и предпринимательству                              | Комитет по экономической политике и предпринимательству                       | Комитет по экономической политике, инновационному развитию и предпринимательству | Комитет по экономической политике, инновационному развитию и предпринимательству | Комитет по малому и среднему предпринимательству                                           |                                                                         |
| Комитет по экономической политике                                   | Комитет по экономической политике                                   | Комитет по экономической политике и предпринимательству                  | Комитет по экономической политике и предпринимательству                              | Комитет по экономической политике и предпринимательству                       | Комитет по экономической политике, инновационному развитию и предпринимательству | Комитет по экономической политике, инновационному развитию и предпринимательству | Дёмин                                                                                      |                                                                         |
| Комитет по экономической политике                                   | Комитет по экономической политике                                   | Комитет по экономической политике и предпринимательству                  | Комитет по экономической политике и предпринимательству                              | Комитет по экономической политике и предпринимательству                       | Комитет по экономической политике, инновационному развитию и предпринимательству | Комитет по экономической политике, инновационному развитию и предпринимательству | Новые люди                                                                                 |                                                                         |
| Комитет по экономической политике                                   | Комитет по экономической политике                                   | Комитет по экономической политике и предпринимательству                  | Комитет по экономической политике и предпринимательству                              | Комитет по экономической политике и предпринимательству                       | Комитет по экономической политике, инновационному развитию и предпринимательству | Комитет по экономической политике, инновационному развитию и предпринимательству | Комитет по защите конкуренции                                                              |                                                                         |
| Комитет по экономической политике                                   | Комитет по экономической политике                                   | Комитет по экономической политике и предпринимательству                  | Комитет по экономической политике и предпринимательству                              | Комитет по экономической политике и предпринимательству                       | Комитет по экономической политике, инновационному развитию и предпринимательству | Комитет по экономической политике, инновационному развитию и предпринимательству | Гартунг                                                                                    |                                                                         |
| Комитет по экономической политике                                   | Комитет по экономической политике                                   | Комитет по экономической политике и предпринимательству                  | Комитет по экономической политике и предпринимательству                              | Комитет по экономической политике и предпринимательству                       | Комитет по экономической политике, инновационному развитию и предпринимательству | Комитет по экономической политике, инновационному развитию и предпринимательству | Справедливая Россия — За правду                                                            |                                                                         |
| Комитет по экономической политике                                   | Комитет по экономической политике                                   | Комитет по экономической политике и предпринимательству                  | Комитет по экономической политике и предпринимательству                              | Комитет по экономической политике и предпринимательству                       | Комитет по экономической политике, инновационному развитию и предпринимательству | Комитет по экономической политике, инновационному развитию и предпринимательству | Комитет по экономической политике                                                          |                                                                         |
| Глазьев                                                             | Маслюков → Тихонов                                                  | Глазьев                                                                  | Драганов → Фёдоров                                                                   | Фёдоров                                                                       | Руденский → Аксаков                                                              | Жигарев                                                                          | Топилин                                                                                    |                                                                         |
| Демократическая партия России                                       | КПРФ                                                                | КПРФ                                                                     | Единая Россия                                                                        | Единая Россия                                                                 | Единая Россия → Справедливая Россия — За правду                                  | ЛДПР                                                                             | Единая Россия                                                                              |                                                                         |
| Комитет по собственности, приватизации и хозяйственной деятельности | Комитет по собственности, приватизации и хозяйственной деятельности | Комитет по вопросам собственности                                        | Комитет по вопросам собственности                                                    | Комитет по вопросам собственности                                             | Комитет по вопросам собственности                                                | Комитет по вопросам собственности                                                | Комитет по вопросам собственности, земельным и имущественным отношениям                    | Комитет по вопросам собственности, земельным и имущественным отношениям |
| Бурков                                                              | Бунич                                                               | Пехтин → Плескачевский                                                   | Плескачевский                                                                        | Плескачевский                                                                 | Гаврилов                                                                         | Гаврилов                                                                         | Гаврилов                                                                                   |                                                                         |
| Российские регионы                                                  | Наш дом — Россия                                                    | Единство                                                                 | Единая Россия                                                                        | Единая Россия                                                                 | КПРФ                                                                             | КПРФ                                                                             | КПРФ                                                                                       |                                                                         |
| Комитет по информационной политике и связи                          | Комитет по информационной политике и связи                          | Комитет по информационной политике                                       | Комитет по информационной политике                                                   | Комитет по информационной политике, информационным технологиям и связи        | Комитет по информационной политике, информационным технологиям и связи           | Комитет по информационной политике, информационным технологиям и связи           | Комитет по информационной политике, информационным технологиям и связи                     |                                                                         |
| Комитет по информационной политике и связи                          | Комитет по информационной политике и связи                          | Ветров                                                                   | Комиссаров                                                                           | Комитет по информационной политике, информационным технологиям и связи        | Комитет по информационной политике, информационным технологиям и связи           | Комитет по информационной политике, информационным технологиям и связи           | Комитет по информационной политике, информационным технологиям и связи                     |                                                                         |
| Комитет по информационной политике и связи                          | Комитет по информационной политике и связи                          | ЛДПР                                                                     | Единая Россия                                                                        | Комитет по информационной политике, информационным технологиям и связи        | Комитет по информационной политике, информационным технологиям и связи           | Комитет по информационной политике, информационным технологиям и связи           | Комитет по информационной политике, информационным технологиям и связи                     |                                                                         |
| Комитет по информационной политике и связи                          | Комитет по информационной политике и связи                          | Комитет по энергетике, транспорту и связи                                |                                                                                      | Комитет по информационной политике, информационным технологиям и связи        | Комитет по информационной политике, информационным технологиям и связи           | Комитет по информационной политике, информационным технологиям и связи           | Комитет по информационной политике, информационным технологиям и связи                     |                                                                         |
| Полторанин                                                          | Финько                                                              | Комиссаров → Железняк                                                    | Митрофанов → Левин                                                                   | Левин → Хинштейн                                                              | Хинштейн                                                                         |                                                                                  |                                                                                            |                                                                         |
| Выбор России                                                        | ЛДПР                                                                | Единая Россия                                                            | Справедливая Россия — За правду                                                      | Справедливая Россия — За правду → Единая Россия                               | Единая Россия                                                                    |                                                                                  |                                                                                            |                                                                         |
| Комитет по промышленности, строительству, транспорту и энергетике   | Комитет по промышленности, строительству, транспорту и энергетике   | Комитет по энергетике                                                    | Комитет по энергетике                                                                | Комитет по энергетике                                                         | Комитет по энергетике                                                            |                                                                                  |                                                                                            |                                                                         |
| Комитет по промышленности, строительству, транспорту и энергетике   | Комитет по промышленности, строительству, транспорту и энергетике   | Липатов                                                                  | Грачёв → Завальный                                                                   | Завальный                                                                     | Завальный                                                                        |                                                                                  |                                                                                            |                                                                         |
| Комитет по промышленности, строительству, транспорту и энергетике   | Комитет по промышленности, строительству, транспорту и энергетике   | Единая Россия                                                            | Справедливая Россия — За правду → Единая Россия                                      | Единая Россия                                                                 | Единая Россия                                                                    |                                                                                  |                                                                                            |                                                                         |
| Комитет по промышленности, строительству, транспорту и энергетике   | Комитет по промышленности, строительству, транспорту и энергетике   | Комитет по транспорту                                                    | Комитет по транспорту                                                                | Комитет по транспорту                                                         | Комитет по транспорту и развитию транспортной инфраструктуры                     |                                                                                  |                                                                                            |                                                                         |
| Комитет по промышленности, строительству, транспорту и энергетике   | Комитет по промышленности, строительству, транспорту и энергетике   | Катренко                                                                 | Язев                                                                                 | Шишкарёв                                                                      | Москвичёв                                                                        | Москвичёв                                                                        | Москвичёв                                                                                  |                                                                         |
| Комитет по промышленности, строительству, транспорту и энергетике   | Комитет по промышленности, строительству, транспорту и энергетике   | Единство                                                                 | Единая Россия                                                                        | Единая Россия                                                                 | Единая Россия                                                                    | Единая Россия                                                                    | Единая Россия                                                                              |                                                                         |
| Комитет по промышленности, строительству, транспорту и энергетике   | Комитет по промышленности, строительству, транспорту и энергетике   | Комитет по промышленности, строительству и наукоёмким технологиям        | Комитет по промышленности, строительству и наукоёмким технологиям                    | Комитет по земельным отношениям и строительству                               | Комитет по земельным отношениям и строительству                                  |                                                                                  |                                                                                            |                                                                         |
| Комитет по промышленности, строительству, транспорту и энергетике   | Комитет по промышленности, строительству, транспорту и энергетике   | Комитет по промышленности, строительству и наукоёмким технологиям        | Комитет по промышленности, строительству и наукоёмким технологиям                    | Шаккум                                                                        | Русских                                                                          |                                                                                  |                                                                                            |                                                                         |
| Комитет по промышленности, строительству, транспорту и энергетике   | Комитет по промышленности, строительству, транспорту и энергетике   | Комитет по промышленности, строительству и наукоёмким технологиям        | Комитет по промышленности, строительству и наукоёмким технологиям                    | Единая Россия                                                                 | КПРФ                                                                             |                                                                                  |                                                                                            |                                                                         |
| Комитет по промышленности, строительству, транспорту и энергетике   | Комитет по промышленности, строительству, транспорту и энергетике   | Комитет по промышленности, строительству и наукоёмким технологиям        | Комитет по промышленности, строительству и наукоёмким технологиям                    | Комитет по промышленности                                                     | Комитет по промышленности                                                        |                                                                                  | Комитет по промышленности и торговле                                                       |                                                                         |
| Гусев                                                               | Гусев                                                               | Комитет по промышленности, строительству и наукоёмким технологиям        | Комитет по промышленности, строительству и наукоёмким технологиям                    | Маслюков → Собко                                                              | Собко                                                                            | Гутенёв                                                                          |                                                                                            |                                                                         |
| ЛДПР                                                                | ЛДПР                                                                | Комитет по промышленности, строительству и наукоёмким технологиям        | Комитет по промышленности, строительству и наукоёмким технологиям                    | КПРФ                                                                          | КПРФ                                                                             | Единая Россия                                                                    |                                                                                            |                                                                         |
| Комитет по образованию, культуре и науке                            | Комитет по конверсии и наукоёмким технологиям                       | Комитет по промышленности, строительству и наукоёмким технологиям        | Комитет по промышленности, строительству и наукоёмким технологиям                    | Комитет по науке и наукоёмким технологиям                                     | Комитет по науке и наукоёмким технологиям                                        | Комитет по образованию и науке                                                   | Комитет по науке и высшему образованию                                                     |                                                                         |
| Комитет по образованию, культуре и науке                            | Костин                                                              | Маслюков → Шаккум                                                        | Шаккум                                                                               | Комитет по науке и наукоёмким технологиям                                     | Комитет по науке и наукоёмким технологиям                                        | Комитет по образованию и науке                                                   | Комитет по науке и высшему образованию                                                     |                                                                         |
| Комитет по образованию, культуре и науке                            | Народовластие                                                       | КПРФ → Российские регионы                                                | Единая Россия                                                                        | Комитет по науке и наукоёмким технологиям                                     | Комитет по науке и наукоёмким технологиям                                        | Комитет по образованию и науке                                                   | Комитет по науке и высшему образованию                                                     |                                                                         |
| Комитет по образованию, культуре и науке                            | Комитет по образованию и науке                                      |                                                                          |                                                                                      | Комитет по науке и наукоёмким технологиям                                     | Комитет по науке и наукоёмким технологиям                                        | Комитет по образованию и науке                                                   | Комитет по науке и высшему образованию                                                     |                                                                         |
| Комитет по образованию, культуре и науке                            | Черешнев                                                            | Черешнев                                                                 | Кабышев                                                                              |                                                                               |                                                                                  | Комитет по образованию и науке                                                   |                                                                                            |                                                                         |
| Комитет по образованию, культуре и науке                            | Справедливая Россия — За правду                                     | Справедливая Россия — За правду                                          | Справедливая Россия — За правду                                                      |                                                                               |                                                                                  | Комитет по образованию и науке                                                   |                                                                                            |                                                                         |
| Комитет по образованию, культуре и науке                            | Комитет по образованию                                              | Комитет по образованию                                                   | Комитет по просвещению                                                               | Комитет по просвещению                                                        |                                                                                  | Комитет по образованию и науке                                                   |                                                                                            |                                                                         |
| Комитет по образованию, культуре и науке                            | Мельников                                                           | Мельников → Шишлов                                                       | Булаев → Гребенников                                                                 | Балыхин                                                                       | Дегтярёв → Никонов                                                               | Никонов                                                                          | Казакова                                                                                   |                                                                         |
| Комитет по образованию, культуре и науке                            | КПРФ                                                                | КПРФ → Яблоко                                                            | Единая Россия                                                                        | Единая Россия                                                                 | Единая Россия                                                                    | Единая Россия                                                                    | Единая Россия                                                                              |                                                                         |
| Комитет по образованию, культуре и науке                            | Комитет по культуре                                                 | Комитет по культуре и туризму                                            | Комитет по культуре                                                                  | Комитет по культуре                                                           | Комитет по культуре                                                              | Комитет по культуре                                                              | Комитет по культуре                                                                        |                                                                         |
| Комитет по образованию, культуре и науке                            | Говорухин                                                           | Комитет по культуре и туризму                                            | Кобзон                                                                               | Ивлиев → Мединский                                                            | Говорухин                                                                        | Говорухин → Ямпольская                                                           | Ямпольская                                                                                 |                                                                         |
| Комитет по образованию, культуре и науке                            | Народовластие                                                       | Комитет по культуре и туризму                                            | Единая Россия                                                                        | Единая Россия                                                                 | Единая Россия                                                                    | Единая Россия                                                                    | Единая Россия                                                                              |                                                                         |
| Комитет по образованию, культуре и науке                            | Комитет по туризму и спорту                                         | Комитет по культуре и туризму                                            | Комитет по физической культуре, спорту и делам молодёжи                              | Комитет по физической культуре и спорту                                       | Комитет по физической культуре, спорту и делам молодёжи                          | Комитет по физической культуре, спорту, туризму и делам молодёжи                 | Комитет по молодёжной политике                                                             |                                                                         |
| Комитет по образованию, культуре и науке                            | Комитет по туризму и спорту                                         | Губенко                                                                  | Комитет по физической культуре, спорту и делам молодёжи                              | Сихарулидзе                                                                   | Комитет по физической культуре, спорту и делам молодёжи                          | Комитет по физической культуре, спорту, туризму и делам молодёжи                 | Метелев                                                                                    |                                                                         |
| Комитет по образованию, культуре и науке                            | Комитет по туризму и спорту                                         | КПРФ                                                                     | Комитет по физической культуре, спорту и делам молодёжи                              | Единая Россия                                                                 | Комитет по физической культуре, спорту и делам молодёжи                          | Комитет по физической культуре, спорту, туризму и делам молодёжи                 | Единая Россия                                                                              |                                                                         |
| Комитет по образованию, культуре и науке                            | Комитет по туризму и спорту                                         | Комитет по охране здоровья и спорту                                      | Комитет по физической культуре, спорту и делам молодёжи                              | Комитет по делам молодёжи                                                     | Комитет по физической культуре, спорту и делам молодёжи                          | Комитет по физической культуре, спорту, туризму и делам молодёжи                 | Комитет по физической культуре и спорту                                                    |                                                                         |
| Рожкова                                                             | Соколов                                                             | Комитет по охране здоровья и спорту                                      | Горюнов → Третьяк                                                                    | Тараканов                                                                     | Ананских → Свищев                                                                | Дегтярев → Пайкин                                                                | Свищев                                                                                     |                                                                         |
| Российские регионы                                                  | КПРФ                                                                | Комитет по охране здоровья и спорту                                      | Единая Россия                                                                        | ЛДПР                                                                          | ЛДПР                                                                             | ЛДПР                                                                             | ЛДПР                                                                                       |                                                                         |
| Комитет по охране здоровья                                          | Комитет по охране здоровья                                          | Комитет по охране здоровья и спорту                                      | Комитет по охране здоровья                                                           | Комитет по охране здоровья                                                    | Комитет по охране здоровья                                                       | Комитет по охране здоровья                                                       | Комитет по охране здоровья                                                                 | Комитет по охране здоровья                                              |
| Денисенко                                                           | Герасименко                                                         | Герасименко                                                              | Яковлева                                                                             | Борзова                                                                       | Калашников → Фургал                                                              | Морозов                                                                          | Хубезов → Башанкаев                                                                        |                                                                         |
| Выбор России                                                        | Российские регионы                                                  | Народный депутат                                                         | Единая Россия                                                                        | Единая Россия                                                                 | ЛДПР                                                                             | Единая Россия                                                                    | Единая Россия                                                                              |                                                                         |
| Комитет по делам женщин, семьи и молодёжи                           | Комитет по делам женщин, семьи и молодёжи                           | Комитет по делам женщин, семьи и молодёжи                                | Комитет по делам женщин, семьи и детей                                               | Комитет по делам женщин, семьи и детей                                        | Комитет по защите семьи, вопросам отцовства, материнства и детства               | Комитет по защите семьи, вопросам отцовства, материнства и детства               | Комитет по защите семьи, вопросам отцовства, материнства и детства                         |                                                                         |
| Климантова                                                          | Апарина                                                             | Горячева                                                                 | Лахова                                                                               | Мизулина                                                                      | Мизулина → Епифанова                                                             | Плетнева                                                                         | Останина                                                                                   |                                                                         |
| Женщины России                                                      | КПРФ                                                                | КПРФ                                                                     | Единая Россия                                                                        | Справедливая Россия — За правду                                               | Справедливая Россия — За правду                                                  | КПРФ                                                                             | КПРФ                                                                                       |                                                                         |
| Комитет по аграрным вопросам                                        |                                                                     |                                                                          |                                                                                      |                                                                               |                                                                                  |                                                                                  |                                                                                            |                                                                         |
| Назарчук → Чернышёв                                                 | Чернышёв                                                            | Плотников → Кулик                                                        | Кулик                                                                                | Денисов                                                                       | Панков                                                                           | Кашин                                                                            | Кашин                                                                                      |                                                                         |
| Аграрная партия России                                              | Аграрная партия России                                              | Агропромышленная депутатская группа → Отечество — Вся Россия             | Единая Россия                                                                        | Единая Россия                                                                 | Единая Россия                                                                    | КПРФ                                                                             | КПРФ                                                                                       |                                                                         |
| Комитет по обороне                                                  |                                                                     |                                                                          |                                                                                      |                                                                               |                                                                                  |                                                                                  |                                                                                            |                                                                         |
| Юшенков                                                             | Рохлин → Попкович                                                   | Николаев                                                                 | Заварзин                                                                             | Заварзин                                                                      | Комоедов                                                                         | Шаманов                                                                          | Картаполов                                                                                 |                                                                         |
| Выбор России                                                        | Наш дом — Россия                                                    | Народный депутат                                                         | Единая Россия                                                                        | Единая Россия                                                                 | КПРФ                                                                             | Единая Россия                                                                    | Единая Россия                                                                              |                                                                         |
| Комитет по безопасности                                             | Комитет по безопасности                                             | Комитет по безопасности                                                  | Комитет по безопасности                                                              | Комитет по безопасности                                                       | Комитет по безопасности и противодействию коррупции                              | Комитет по безопасности и противодействию коррупции                              | Комитет по безопасности и противодействию коррупции                                        |                                                                         |
| Илюхин                                                              | Илюхин                                                              | Гуров                                                                    | Васильев                                                                             | Васильев                                                                      | Яровая                                                                           | Пискарев                                                                         | Пискарев                                                                                   |                                                                         |
| КПРФ                                                                | КПРФ                                                                | Единство                                                                 | Единая Россия                                                                        | Единая Россия                                                                 | Единая Россия                                                                    | Единая Россия                                                                    | Единая Россия                                                                              |                                                                         |
| Комитет по международным делам                                      |                                                                     |                                                                          |                                                                                      |                                                                               |                                                                                  |                                                                                  |                                                                                            |                                                                         |
| Лукин                                                               | Лукин                                                               | Рогозин                                                                  | Косачёв                                                                              | Косачёв                                                                       | Пушков                                                                           | Слуцкий                                                                          | Слуцкий                                                                                    |                                                                         |
| Яблоко                                                              | Яблоко                                                              | Народный депутат                                                         | Единая Россия                                                                        | Единая Россия                                                                 | Единая Россия                                                                    | ЛДПР                                                                             | ЛДПР                                                                                       |                                                                         |
| Комитет по делам СНГ и связям с соотечественниками                  |                                                                     |                                                                          |                                                                                      |                                                                               |                                                                                  |                                                                                  |                                                                                            |                                                                         |
| Затулин                                                             | Тихонов                                                             | Пастухов → Кокошин                                                       | Кокошин                                                                              | Островский                                                                    | Слуцкий                                                                          | Калашников                                                                       | Калашников                                                                                 |                                                                         |
| Демократическая партия России                                       | Народовластие                                                       | Отечество — Вся Россия                                                   | Единая Россия                                                                        | ЛДПР                                                                          | ЛДПР                                                                             | КПРФ                                                                             | КПРФ                                                                                       |                                                                         |
| Комитет по организации работы Государственной Думы                  | Комитет по Регламенту и организации работы Государственной Думы     | Комитет по Регламенту и организации работы Государственной Думы          | Комитет по Регламенту и организации работы Государственной Думы                      | Комитет по Регламенту и организации работы Государственной Думы               | Комитет по Регламенту и организации работы Государственной Думы                  | Комитет по Регламенту и организации работы Государственной Думы                  | Комитет по контролю                                                                        |                                                                         |
| Комитет по организации работы Государственной Думы                  | Красников → Попов                                                   | Локтионов → Волковский                                                   | Ковалёв                                                                              | Ковалёв → Аршба                                                               | Габдрахманов → Попов → Пинский                                                   | Савастьянова                                                                     | Морозов                                                                                    |                                                                         |
| Комитет по организации работы Государственной Думы                  | Агропромышленная депутатская группа                                 | Единство                                                                 | Единая Россия                                                                        | Единая Россия                                                                 | Единая Россия                                                                    | Единая Россия                                                                    | Единая Россия                                                                              |                                                                         |
| Комитет по организации работы Государственной Думы                  | Комитет по проблемам Севера                                         | Комитет по проблемам Севера и Дальнего Востока                           | Комитет по проблемам Севера и Дальнего Востока                                       | Комитет по проблемам Севера и Дальнего Востока                                | Комитет по региональной политике и проблемам Севера и Дальнего Востока           | Комитет по региональной политике и проблемам Севера и Дальнего Востока           | Комитет по развитию Дальнего Востока и Арктики                                             |                                                                         |
| Бауэр                                                               | Гоман → Мисник                                                      | Комитет по проблемам Севера и Дальнего Востока                           | Комитет по проблемам Севера и Дальнего Востока                                       | Комитет по проблемам Севера и Дальнего Востока                                | Комитет по региональной политике и проблемам Севера и Дальнего Востока           | Комитет по региональной политике и проблемам Севера и Дальнего Востока           | Комитет по развитию Дальнего Востока и Арктики                                             |                                                                         |
| Выбор России                                                        | Российские регионы → Яблоко                                         | Комитет по проблемам Севера и Дальнего Востока                           | Комитет по проблемам Севера и Дальнего Востока                                       | Комитет по проблемам Севера и Дальнего Востока                                | Комитет по региональной политике и проблемам Севера и Дальнего Востока           | Комитет по региональной политике и проблемам Севера и Дальнего Востока           | Комитет по развитию Дальнего Востока и Арктики                                             |                                                                         |
| Комитет по вопросам геополитики                                     |                                                                     | Комитет по проблемам Севера и Дальнего Востока                           | Комитет по проблемам Севера и Дальнего Востока                                       | Комитет по проблемам Севера и Дальнего Востока                                | Комитет по региональной политике и проблемам Севера и Дальнего Востока           | Комитет по региональной политике и проблемам Севера и Дальнего Востока           | Комитет по развитию Дальнего Востока и Арктики                                             |                                                                         |
| Устинов                                                             | Митрофанов                                                          | Пивненко                                                                 | Пивненко                                                                             | Пивненко                                                                      | Комитет по региональной политике и проблемам Севера и Дальнего Востока           | Комитет по региональной политике и проблемам Севера и Дальнего Востока           | Комитет по развитию Дальнего Востока и Арктики                                             |                                                                         |
| ЛДПР                                                                | ЛДПР                                                                | Народный депутат                                                         | Единая Россия                                                                        | Единая Россия                                                                 | Комитет по региональной политике и проблемам Севера и Дальнего Востока           | Комитет по региональной политике и проблемам Севера и Дальнего Востока           | Комитет по развитию Дальнего Востока и Арктики                                             |                                                                         |
| Комитет по делам Федерации и региональной политике                  |                                                                     |                                                                          |                                                                                      |                                                                               | Комитет по региональной политике и проблемам Севера и Дальнего Востока           | Комитет по региональной политике и проблемам Севера и Дальнего Востока           | Комитет по развитию Дальнего Востока и Арктики                                             |                                                                         |
| Харитонов                                                           | Харитонов                                                           | Харитонов                                                                |                                                                                      |                                                                               |                                                                                  |                                                                                  |                                                                                            |                                                                         |
| КПРФ                                                                | КПРФ                                                                | КПРФ                                                                     |                                                                                      |                                                                               |                                                                                  |                                                                                  |                                                                                            |                                                                         |
| Комитет по жилищной политике и жкх                                  | Комитет по жилищной политике и жкх                                  | Комитет по строительству и жкх                                           |                                                                                      |                                                                               |                                                                                  |                                                                                  |                                                                                            |                                                                         |
| Шаповалов                                                           | Иванченко                                                           | Иванченко → Гришин                                                       | Гришин                                                                               | Усачёв                                                                        | Хованская                                                                        | Хованская                                                                        | Пахомов                                                                                    |                                                                         |
| ПРЕС                                                                | КПРФ                                                                | КПРФ → Отечество — Вся Россия                                            | Единая Россия                                                                        | Единая Россия                                                                 | Справедливая Россия — За правду                                                  | Справедливая Россия — За правду                                                  | Единая Россия                                                                              |                                                                         |
| Комитет по вопросам местного самоуправления                         | Комитет по вопросам местного самоуправления                         | Комитет по вопросам местного самоуправления                              | Комитет по вопросам местного самоуправления                                          | Комитет по вопросам местного самоуправления                                   | Комитет по федеративному устройству и вопросам местного самоуправления           | Комитет по федеративному устройству и вопросам местного самоуправления           | Комитет по региональной политике и местному самоуправлению                                 |                                                                         |
| Слива                                                               | Поляков                                                             | Мокрый                                                                   | Мокрый                                                                               | Тимченко                                                                      | Кидяев                                                                           | Диденко                                                                          | Диденко                                                                                    |                                                                         |
| ПРЕС                                                                | Наш дом — Россия                                                    | Единство                                                                 | Единая Россия                                                                        | Единая Россия                                                                 | Единая Россия                                                                    | ЛДПР                                                                             | ЛДПР                                                                                       |                                                                         |
| Комитет по экологии                                                 | Комитет по экологии                                                 | Комитет по экологии                                                      | Комитет по экологии                                                                  | Комитет по природным ресурсам, природопользованию и экологии                  | Комитет по природным ресурсам, природопользованию и экологии                     | Комитет по экологии и охране окружающей среды                                    | Комитет по экологии, природным ресурсам и охране окружающей среды                          |                                                                         |
| Лемешев                                                             | Злотникова                                                          | Грачёв                                                                   | Грачёв                                                                               | Комитет по природным ресурсам, природопользованию и экологии                  | Комитет по природным ресурсам, природопользованию и экологии                     | Тимофеева → Бурматов                                                             | Комитет по экологии, природным ресурсам и охране окружающей среды                          |                                                                         |
| ЛДПР                                                                | Яблоко                                                              | Единство                                                                 | Единая Россия                                                                        | Комитет по природным ресурсам, природопользованию и экологии                  | Комитет по природным ресурсам, природопользованию и экологии                     | Единая Россия                                                                    | Комитет по экологии, природным ресурсам и охране окружающей среды                          |                                                                         |
| Комитет по природным ресурсам и природопользованию                  | Комитет по природным ресурсам и природопользованию                  | Комитет по природным ресурсам и природопользованию                       | Комитет по природным ресурсам и природопользованию                                   | Комитет по природным ресурсам, природопользованию и экологии                  | Комитет по природным ресурсам, природопользованию и экологии                     | Комитет по природным ресурсам, собственности и земельным отношениям              | Комитет по экологии, природным ресурсам и охране окружающей среды                          |                                                                         |
| Астафьев                                                            | Михайлов → Глубоковский                                             | Беляков                                                                  | Комарова                                                                             | Комарова → Туголуков                                                          | Кашин                                                                            | Николаев                                                                         | Кобылкин                                                                                   |                                                                         |
| ЛДПР                                                                | Яблоко                                                              | Единство                                                                 | Единая Россия                                                                        | Единая Россия                                                                 | КПРФ                                                                             | Единая Россия                                                                    | Единая Россия                                                                              |                                                                         |
| Комитет по делам общественных объединений и религиозных организаций | Комитет по делам общественных объединений и религиозных организаций | Комитет по делам общественных объединений и религиозных организаций      | Комитет по делам общественных объединений и религиозных организаций                  | Комитет по делам общественных объединений и религиозных организаций           | Комитет по делам общественных объединений и религиозных организаций              | Комитет по делам общественных объединений и религиозных организаций              | Комитет по развитию гражданского общества, вопросам общественных и религиозных объединений |                                                                         |
| Зоркальцев                                                          | Зоркальцев                                                          | Зоркальцев                                                               | Попов                                                                                | Попов                                                                         | Островский → Нилов                                                               | Гаврилов                                                                         | Тимофеева                                                                                  |                                                                         |
| КПРФ → Российские регионы                                           | КПРФ                                                                | КПРФ                                                                     | Единая Россия                                                                        | Единая Россия                                                                 | ЛДПР                                                                             | КПРФ                                                                             | Единая Россия                                                                              |                                                                         |
| Комитет по делам национальностей                                    |                                                                     |                                                                          |                                                                                      |                                                                               |                                                                                  |                                                                                  |                                                                                            |                                                                         |
| Жамсуев                                                             | Зорин                                                               | Ткачёв → Никитин                                                         | Трофимов                                                                             | Купцов                                                                        | Сафаралиев                                                                       | Гильмутдинов → Николаев → Газзаев                                                | Семигин                                                                                    |                                                                         |
| Российские регионы                                                  | Наш дом — Россия                                                    | Агропромышленная депутатская группа                                      | Единая Россия                                                                        | КПРФ                                                                          | Единая Россия                                                                    | Единая Россия → Справедливая Россия — За правду                                  | Справедливая Россия — За правду                                                            |                                                                         |

В Госдуме I созыва было образовано 23 комитета, в Госдумах II и III созывов — 28, IV созыва — 29, V созыва — 32, VI созыва — 30, VII созыва — 26, VIII созыва — 32.

## Государственная Дума I созыва (14 января 1994 г. — 16 января 1996 г.)
1. Комитет по законодательству и судебно-правовой реформе — Исаков Владимир Борисович, фракция АПР (с 17 января 1994 г., № 13-I ГД)
2. Комитет по труду и социальной поддержке — Калашников Сергей Вячеславович, фракция ЛДПР (с 17 января 1994 г., № 13-I ГД)
3. Комитет по охране здоровья — Денисенко Бэла Анатольевна, фракция «Выбор России»/независимый депутат (с 17 января 1994 г., № 13-I ГД)
4. Комитет по экологии — Лемешев Михаил Яковлевич, фракция ЛДПР (с 17 января 1994 г., № 13-I ГД)
5. Комитет по образованию, культуре и науке — Рожкова Любовь Петровна, депутатская группа «Новая региональная политика» (с 17 января 1994 г., № 13-I ГД)
6. Комитет по делам женщин, семьи и молодёжи — Климантова Галина Ивановна, фракция «Женщины России» (с 17 января 1994 г., № 13-I ГД)
7. Комитет по бюджету, налогам, банкам и финансам — Задорнов Михаил Михайлович, фракция «Яблоко» (с 17 января 1994 г., № 13-I ГД)
8. Комитет по экономической политике — Глазьев Сергей Юрьевич, фракция ДПР (с 17 января 1994 г., № 13-I ГД)
9. Комитет по собственности, приватизации и хозяйственной деятельности — Бурков Сергей Васильевич, депутатская группа «Новая региональная политика» (с 17 января 1994 г., № 13-I ГД)
10. Комитет по аграрным вопросам — Назарчук Александр Григорьевич, фракция АПР (17 января 1994 г., № 13-I ГД — 27 января 1995 г., № 500-I ГД); Чернышёв Алексей Андреевич, фракция АПР (с 27 января 1995 г., № 500-I ГД)
11. Комитет по промышленности, строительству, транспорту и энергетике — Гусев Владимир Кузьмич, фракция ЛДПР (с 17 января 1994 г., № 13-I ГД)
12. Комитет по природным ресурсам и природопользованию — Астафьев Николай Павлович, фракция ЛДПР (с 17 января 1994 г., № 13-I ГД)
13. Комитет по обороне — Юшенков Сергей Николаевич, фракция «Выбор России» (с 17 января 1994 г., № 13-I ГД)
14. Комитет по безопасности — Илюхин Виктор Иванович, фракция КПРФ (с 17 января 1994 г., № 13-I ГД)
15. Комитет по международным делам — Лукин Владимир Петрович, фракция «Яблоко» (с 17 января 1994 г., № 13-I ГД)
16. Комитет по делам Содружества Независимых Государств и связям с соотечественниками — Затулин Константин Фёдорович, фракция ПРЕС/независимый депутат/фракция ДПР (с 17 января 1994 г., № 13-I ГД)
17. Комитет по делам национальностей — Жамсуев Баир Баясхаланович, депутатская группа «Новая региональная политика»/депутатская группа «Стабильность» (с 17 января 1994 г., № 13-I ГД)
18. Комитет по делам Федерации и региональной политике — Шаповалов Сергей Александрович, фракция ПРЕС (с 17 января 1994 г., № 13-I ГД)
19. Комитет по вопросам местного самоуправления — Слива Анатолий Яковлевич, фракция ПРЕС (с 17 января 1994 г., № 13-I ГД)
20. Комитет по делам общественных объединений и религиозных организаций — Зоркальцев Виктор Ильич, фракция КПРФ (с 17 января 1994 г., № 13-I ГД)
21. Комитет по организации работы Государственной Думы — Бауэр Владимир Анатольевич, фракция «Выбор России»/независимый депутат/депутатская группа «Новая региональная политика» (с 17 января 1994 г., № 13-I ГД)
22. Комитет по информационной политике и связи — Полторанин Михаил Никифорович, фракция «Выбор России»/независимый депутат (с 17 января 1994 г., № 13-I ГД)
23. Комитет по вопросам геополитики — Устинов Виктор Иванович, фракция ЛДПР/депутатская группа «Стабильность» (с 17 января 1994 г., № 13-I ГД)

## Государственная Дума II созыва (16 января 1996 г. — 18 января 2000 г.)
1. Комитет по законодательству и судебно-правовой реформе — Лукьянов Анатолий Иванович, фракция КПРФ (с 19 января 1996 г., № 11-II ГД)
2. Комитет по труду и социальной политике — Калашников Сергей Вячеславович, фракция ЛДПР (19 января 1996 г., № 11-II ГД — постановлением Государственной Думы от 4 ноября 1998 г. № 3174-II ГД полномочия депутата Государственной Думы досрочно прекращены в связи с назначением 30 сентября 1998 г. Министром труда и социального развития Российской Федерации); Лисичкин Владимир Александрович, фракция ЛДПР/независимый депутат (с 4 декабря 1998 г., № 3310-II ГД)
3. Комитет по делам ветеранов — Варенников Валентин Иванович, фракция КПРФ (с 19 января 1996 г., № 11-II ГД)
4. Комитет по образованию и науке — Мельников Иван Иванович, фракция КПРФ (с 19 января 1996 г., № 11-II ГД)
5. Комитет по делам женщин, семьи и молодёжи — Апарина Алевтина Викторовна, фракция КПРФ (с 19 января 1996 г., № 11-II ГД)
6. Комитет по бюджету, налогам, банкам и финансам — Задорнов Михаил Михайлович, фракция «Яблоко» (19 января 1996 г., № 11-II ГД — постановлением Государственной Думы от 3 декабря 1997 г. № 1952-II ГД полномочия депутата Государственной Думы досрочно прекращены в связи с назначением 20 ноября 1997 г. Министром финансов Российской Федерации); Жуков Александр Дмитриевич, депутатская группа «Российские регионы» (с 20 мая 1998 г., № 2483-II ГД[2])
7. Комитет по экономической политике — Маслюков Юрий Дмитриевич, фракция КПРФ (19 января 1996 г., № 11-II ГД — постановлением Государственной Думы от 2 октября 1998 г. № 3033-II ГД полномочия депутата Государственной Думы досрочно прекращены в связи с назначением 11 сентября 1998 г. Первым заместителем Председателя Правительства Российской Федерации); Тихонов Владимир Ильич, фракция КПРФ (с 23 октября 1998 г., № 3147-II ГД)
8. Комитет по собственности, приватизации и хозяйственной деятельности — Бунич Павел Григорьевич, фракция НДР (с 19 января 1996 г., № 11-II ГД)
9. Комитет по аграрным вопросам — Чернышёв Алексей Андреевич, Аграрная депутатская группа (с 19 января 1996 г., № 11-II ГД)
10. Комитет по промышленности, строительству, транспорту и энергетике — Гусев Владимир Кузьмич, фракция ЛДПР (с 19 января 1996 г., № 11-II ГД)
11. Комитет по природным ресурсам и природопользованию — Михайлов Алексей Юрьевич, фракция «Яблоко» (19 января 1996 г., № 11-II ГД — 13 января 1999 г., № 3489-II ГД); Глубоковский Михаил Константинович, фракция «Яблоко» (с 22 января 1999 г., № 3559-II ГД)
12. Комитет по экологии — Злотникова Тамара Владимировна, фракция «Яблоко» (с 19 января 1996 г., № 11-II ГД)
13. Комитет по обороне — Рохлин Лев Яковлевич, фракция НДР/независимый депутат (19 января 1996 г., № 11-II ГД — 20 мая 1998 г., № 2483-II ГД); Попкович Роман Семёнович, фракция НДР (с 20 мая 1998 г., № 2483-II ГД)
14. Комитет по безопасности — Илюхин Виктор Иванович, фракция КПРФ (с 19 января 1996 г., № 11-II ГД)
15. Комитет по международным делам — Лукин Владимир Петрович, фракция «Яблоко» (с 19 января 1996 г., № 11-II ГД)
16. Комитет по делам Содружества Независимых Государств и связям с соотечественниками — Тихонов Георгий Иванович, депутатская группа «Народовластие» (с 19 января 1996 г., № 11-II ГД)
17. Комитет по делам национальностей — Зорин Владимир Юрьевич, фракция НДР (с 19 января 1996 г., № 11-II ГД)
18. Комитет по делам Федерации и региональной политике — Иванченко Леонид Андреевич, фракция КПРФ (с 19 января 1996 г., № 11-II ГД)
19. Комитет по вопросам местного самоуправления — Поляков Андрей Александрович, фракция НДР (с 19 января 1996 г., № 11-II ГД)
20. Комитет по делам общественных объединений и религиозных организаций — Зоркальцев Виктор Ильич, фракция КПРФ (с 19 января 1996 г., № 11-II ГД)
21. Комитет по регламенту и организации работы Государственной Думы — Красников Дмитрий Фёдорович, Аграрная депутатская группа/независимый депутат (19 января 1996 г., № 11-II ГД — 26 ноября 1999 г., № 4647-II ГД); Попов Виктор Михайлович, Аграрная депутатская группа (с 30 ноября 1999 г., № 4671-II ГД)
22. Комитет по информационной политике и связи — Финько Олег Александрович, фракция ЛДПР (с 19 января 1996 г., № 11-II ГД)
23. Комитет по вопросам геополитики — Митрофанов Алексей Валентинович, фракция ЛДПР (с 19 января 1996 г., № 11-II ГД)
24. Комитет по конверсии и наукоёмким технологиям — Костин Георгий Васильевич, депутатская группа «Народовластие» (с 19 января 1996 г., № 11-II ГД)
25. Комитет по культуре — Говорухин Станислав Сергеевич, депутатская группа «Народовластие» (с 19 января 1996 г., № 11-II ГД)
26. Комитет по туризму и спорту — Соколов Александр Сергеевич, фракция КПРФ (с 19 января 1996 г., № 11-II ГД)
27. Комитет по охране здоровья — Герасименко Николай Фёдорович, депутатская группа «Российские регионы» (с 23 января 1996 г., № 16-II ГД)
28. Комитет по проблемам Севера (по регламенту Государственной Думы Федерального Собрания Российской Федерации, принятому постановлением Государственной Думы от 22 января 1998 г. № 2134-II ГД — Комитет по проблемам Севера и Дальнего Востока) — Гоман Владимир Владимирович, депутатская группа «Российские регионы» (23 января 1996 г., № 16-II ГД — постановлением Государственной Думы от 20 мая 1998 г. № 2478-II ГД полномочия депутата Государственной Думы досрочно прекращены в связи с назначением 5 мая 1998 г. председателем Государственного комитета Российской Федерации по вопросам развития Севера); Мисник Борис Григорьевич, фракция «Яблоко» (с 20 мая 1998 г., № 2483-II ГД)

## Государственная Дума III созыва (18 января 2000 г. — 29 декабря 2003 г.)
1. Комитет по государственному строительству — Лукьянов Анатолий Иванович, фракция КПРФ (19 января 2000 г., № 13-III ГД — 3 апреля 2002 г., № 2586-III ГД); Гребенников Валерий Васильевич, фракция «Отечество — Вся Россия» (с 3 апреля 2002 г., № 2592-III ГД)
2. Комитет по труду, социальной политике и делам ветеранов (с 15 марта 2000 г., № 177-III ГД — Комитет по труду и социальной политике) — Сайкин Валерий Тимофеевич, фракция КПРФ (19 января 2000 г., № 13-III ГД — 3 апреля 2002 г., № 2586-III ГД); Селиванов Андрей Владимирович, фракция СПС (с 3 апреля 2002 г., № 2592-III ГД)
3. Комитет по кредитным организациям и финансовым рынкам — Шохин Александр Николаевич, депутатская группа «Народный депутат» (19 января 2000 г., № 13-III ГД — 3 апреля 2002 г., № 2587-III ГД); Зубов Валерий Михайлович, депутатская группа «Народный депутат» (с 3 апреля 2002 г., № 2589-III ГД)
4. Комитет по экономической политике и предпринимательству — Глазьев Сергей Юрьевич, фракция КПРФ (19 января 2000 г., № 13-III ГД — 3 апреля 2002 г., № 2586-III ГД); Томчин Григорий Алексеевич, фракция СПС (с 3 апреля 2002 г., № 2592-III ГД)
5. Комитет по собственности — Пехтин Владимир Алексеевич, фракция «Единство» (19 января 2000 г., № 13-III ГД — 19 апреля 2001 г., № 1402-III ГД); Плескачевский Виктор Семёнович, фракция «Единство» (с 19 апреля 2001 г., № 1405-III ГД)
6. Комитет по промышленности, строительству и наукоёмким технологиям — Маслюков Юрий Дмитриевич, фракция КПРФ (19 января 2000 г., № 13-III ГД — 3 апреля 2002 г., № 2586-III ГД); Шаккум Мартин Люцианович, депутатская группа «Регионы России» (с 3 апреля 2002 г., № 2592-III ГД)
7. Комитет по энергетике, транспорту и связи — Катренко Владимир Семёнович, фракция «Единство» (с 19 января 2000 г., № 13-III ГД)
8. Комитет по обороне — Николаев Андрей Иванович, депутатская группа «Народный депутат» (с 19 января 2000 г., № 13-III ГД)
9. Комитет по безопасности — Гуров Александр Иванович, фракция «Единство» (с 19 января 2000 г., № 13-III ГД)
10. Комитет по международным делам — Рогозин Дмитрий Олегович, депутатская группа «Народный депутат» (с 19 января 2000 г., № 13-III ГД)
11. Комитет по делам Федерации и региональной политике — Иванченко Леонид Андреевич, фракция КПРФ (19 января 2000 г., № 13-III ГД — 3 апреля 2002 г., № 2586-III ГД); Гришин Виктор Иванович, фракция «Отечество — Вся Россия» (с 3 апреля 2002 г., № 2592-III ГД)
12. Комитет по вопросам местного самоуправления — Мокрый Владимир Семёнович, фракция «Единство» (с 19 января 2000 г., № 13-III ГД)
13. Комитет по Регламенту и организации работы Государственной Думы — Локтионов Николай Игоревич, фракция «Единство» (19 января 2000 г., № 13-III ГД — постановлением Государственной Думы от 19 апреля 2001 г. № 1408-III ГД полномочия депутата Государственной Думы досрочно прекращены с 16 апреля 2001 г. в связи с назначением 5 апреля 2001 г. аудитором Счетной палаты Российской Федерации); Волковский Василий Иванович, фракция «Единство» (19 апреля 2001 г., № 1411-III ГД — 25 января 2002 г., № 2394-III ГД); Ковалёв Олег Иванович, фракция «Единство» (с 25 января 2002 г., № 2397-III ГД)
14. Комитет по информационной политике — Ветров Константин Владимирович, фракция ЛДПР (с 19 января 2000 г., № 13-III ГД)
15. Комитет по охране здоровья и спорту — Герасименко Николай Фёдорович, депутатская группа «Народный депутат» (с 19 января 2000 г., № 13-III ГД)
16. Комитет по образованию и науке — Мельников Иван Иванович, фракция КПРФ (19 января 2000 г., № 13-III ГД — 3 апреля 2002 г., № 2586-III ГД); Шишлов Александр Владимирович, фракция «Яблоко» (с 3 апреля 2002 г., № 2592-III ГД)
17. Комитет по делам женщин, семьи и молодёжи — Горячева Светлана Петровна, фракция КПРФ/независимый депутат (с 19 января 2000 г., № 13-III ГД; постановлением Государственной Думы от 3 апреля 2002 г. № 2586-III ГД освобождена от должности, это постановление в части освобождения С. П. Горячевой от должности отменено постановлением Государственной Думы от 22 мая 2002 г. № 2761-III ГД)
18. Комитет по аграрным вопросам — Плотников Владимир Николаевич, Агропромышленная депутатская группа (19 января 2000 г., № 13-III ГД — 3 апреля 2002 г., № 2586-III ГД); Кулик Геннадий Васильевич, фракция «Отечество — Вся Россия» (с 3 апреля 2002 г., № 2592-III ГД)
19. Комитет по природным ресурсам и природопользованию — Беляков Александр Семёнович, фракция «Единство» (с 19 января 2000 г., № 13-III ГД)
20. Комитет по экологии — Грачёв Владимир Александрович, фракция «Единство» (с 19 января 2000 г., № 13-III ГД)
21. Комитет по делам общественных объединений и религиозных организаций — Зоркальцев Виктор Ильич, фракция КПРФ (с 19 января 2000 г., № 13-III ГД)
22. Комитет по культуре и туризму — Губенко Николай Николаевич, фракция КПРФ (с 19 января 2000 г., № 13-III ГД)
23. Комитет по проблемам Севера и Дальнего Востока — Пивненко Валентина Николаевна, депутатская группа «Народный депутат» (с 19 января 2000 г., № 13-III ГД)
24. Комитет по бюджету и налогам — Жуков Александр Дмитриевич, депутатская группа «Регионы России» (с 26 января 2000 г., № 15-III ГД)
25. Комитет по делам национальностей — Ткачёв Александр Николаевич, Агропромышленная депутатская группа (26 января 2000 г., № 15-III ГД — постановлением Государственной Думы от 14 декабря 2000 г. № 928-III ГД полномочия депутата Государственной Думы досрочно прекращены с 8 декабря 2000 г. в связи с его избранием на должность главы администрации Краснодарского края); Никитин Валентин Иванович, Агропромышленная депутатская группа (с 25 января 2001 г., № 1075-III ГД)
26. Комитет по законодательству — Крашенинников Павел Владимирович, фракция СПС (с 9 февраля 2000 г., № 30-III ГД)
27. Комитет по делам Содружества Независимых Государств и связям с соотечественниками — Пастухов Борис Николаевич, фракция «Отечество — Вся Россия» (9 февраля 2000 г., № 31-III ГД — 19 марта 2003 г., № 3740-III ГД); Кокошин Андрей Афанасьевич, фракция «Отечество — Вся Россия» (с 19 марта 2003 г., № 3741-III ГД)
28. Комитет по делам ветеранов (образован 15 марта 2000 г., № 177-III ГД) — Куликов Виктор Георгиевич, фракция «Отечество — Вся Россия» (с 17 марта 2000 г., № 182-III ГД)

## Государственная Дума IV созыва (29 декабря 2003 г. — 24 декабря 2007 г.)
1. Комитет по конституционному законодательству и государственному строительству — Плигин Владимир Николаевич, фракция «Единая Россия» (с 16 января 2004 г., № 16-IV ГД)
2. Комитет по гражданскому, уголовному, арбитражному и процессуальному законодательству — Крашенинников Павел Владимирович, фракция «Единая Россия» (с 16 января 2004 г., № 16-IV ГД)
3. Комитет по труду и социальной политике — Исаев Андрей Константинович, фракция «Единая Россия» (с 16 января 2004 г., № 16-IV ГД)
4. Комитет по бюджету и налогам — Васильев Юрий Викторович, фракция «Единая Россия» (с 16 января 2004 г., № 16-IV ГД)
5. Комитет по кредитным организациям и финансовым рынкам — Резник Владислав Матусович, фракция «Единая Россия» (с 16 января 2004 г., № 16-IV ГД)
6. Комитет по экономической политике, предпринимательству и туризму — Драганов Валерий Гаврилович, фракция «Единая Россия» (16 января 2004 г., № 16-IV ГД — постановлением Государственной думы от 11 октября 2006 г. № 3579-4 ГД полномочия депутата Государственной думы досрочно прекращены с 12 октября 2006 г.); Фёдоров Евгений Алексеевич, фракция «Единая Россия» (с 10 ноября 2006 г., № 3698-4 ГД)
7. Комитет по собственности — Плескачевский Виктор Семёнович, фракция «Единая Россия» (с 16 января 2004 г., № 16-IV ГД)
8. Комитет по промышленности, строительству и наукоёмким технологиям — Шаккум Мартин Люцианович, фракция «Единая Россия» (с 16 января 2004 г., № 16-IV ГД)
9. Комитет по энергетике, транспорту и связи — Язев Валерий Афонасьевич, фракция «Единая Россия» (с 16 января 2004 г., № 16-IV ГД)
10. Комитет по обороне — Заварзин Виктор Михайлович, фракция «Единая Россия» (с 16 января 2004 г., № 16-IV ГД)
11. Комитет по безопасности — Васильев Владимир Абдуалиевич, фракция «Единая Россия» (с 16 января 2004 г., № 16-IV ГД)
12. Комитет по международным делам — Косачёв Константин Иосифович, фракция «Единая Россия» (с 16 января 2004 г., № 16-IV ГД)
13. Комитет по делам Содружества Независимых Государств и связям с соотечественниками — Кокошин Андрей Афанасьевич, фракция «Единая Россия» (с 16 января 2004 г., № 16-IV ГД)
14. Комитет по делам Федерации и региональной политике — Гришин Виктор Иванович, фракция «Единая Россия» (с 16 января 2004 г., № 16-IV ГД)
15. Комитет по вопросам местного самоуправления — Мокрый Владимир Семёнович, фракция «Единая Россия» (с 16 января 2004 г., № 16-IV ГД)
16. Комитет по регламенту и организации работы Государственной думы — Ковалёв Олег Иванович, фракция «Единая Россия» (с 16 января 2004 г., № 16-IV ГД)
17. Комитет по информационной политике — Комиссаров Валерий Яковлевич, фракция «Единая Россия» (с 16 января 2004 г., № 16-IV ГД)
18. Комитет по охране здоровья — Яковлева Татьяна Владимировна, фракция «Единая Россия» (с 16 января 2004 г., № 16-IV ГД)
19. Комитет по образованию и науке — Булаев Николай Иванович, фракция «Единая Россия» (16 января 2004 г., № 16-IV ГД — постановлением Государственной думы от 11 октября 2007 г. № 5165-4 ГД полномочия депутата Государственной думы досрочно прекращены с 12 октября 2007 г.); Гребенников Валерий Васильевич, фракция «Единая Россия» (с 16 октября 2007 г., № 5201-4 ГД)
20. Комитет по делам женщин, семьи и молодёжи (с 30 марта 2005 г., № 1658-IV ГД — Комитет по делам женщин, семьи и детей) — Лахова Екатерина Филипповна, фракция «Единая Россия» (16 января 2004 г., № 16-IV ГД — 30 марта 2005 г., № 1658-IV ГД; с 30 марта 2005 г., № 1659-IV ГД)
21. Комитет по аграрным вопросам — Кулик Геннадий Васильевич, фракция «Единая Россия» (с 16 января 2004 г., № 16-IV ГД)
22. Комитет по природным ресурсам и природопользованию — Комарова Наталья Владимировна, фракция «Единая Россия» (с 16 января 2004 г., № 16-IV ГД)
23. Комитет по экологии — Грачёв Владимир Александрович, фракция «Единая Россия» (с 16 января 2004 г., № 16-IV ГД)
24. Комитет по культуре — Кобзон Иосиф Давыдович, фракция «Единая Россия» (с 16 января 2004 г., № 16-IV ГД)
25. Комитет по делам общественных объединений и религиозных организаций — Попов Сергей Александрович, фракция «Единая Россия» (с 16 января 2004 г., № 16-IV ГД)
26. Комитет по делам национальностей — Трофимов Евгений Николаевич, фракция «Единая Россия» (с 16 января 2004 г., № 16-IV ГД)
27. Комитет по физической культуре и спорту (с 30 марта 2005 г., № 1658-IV ГД — Комитет по физической культуре, спорту и делам молодёжи) — Горюнов Владимир Дмитриевич, фракция «Единая Россия» (16 января 2004 г., № 16-IV ГД — 30 марта 2005 г., № 1658-IV ГД); Третьяк Владислав Александрович, фракция «Единая Россия» (с 30 марта 2005 г., № 1659-IV ГД)
28. Комитет по проблемам Севера и Дальнего Востока — Пивненко Валентина Николаевна, фракция «Единая Россия» (с 16 января 2004 г., № 16-IV ГД)
29. Комитет по делам ветеранов — Ковалёв Николай Дмитриевич, фракция «Единая Россия» (с 16 января 2004 г., № 16-IV ГД)

## Государственная дума V созыва (24 декабря 2007 г. — 21 декабря 2011 г.)
1. Комитет по конституционному законодательству и государственному строительству — Плигин Владимир Николаевич, фракция «Единая Россия» (с 24 декабря 2007 г., № 9-5 ГД)
2. Комитет по гражданскому, уголовному, арбитражному и процессуальному законодательству — Крашенинников Павел Владимирович, фракция «Единая Россия» (с 24 декабря 2007 г., № 9-5 ГД)
3. Комитет по труду и социальной политике — Исаев Андрей Константинович, фракция «Единая Россия» (с 24 декабря 2007 г., № 9-5 ГД)
4. Комитет по бюджету и налогам — Васильев Юрий Викторович, фракция «Единая Россия» (с 24 декабря 2007 г., № 9-5 ГД)
5. Комитет по финансовому рынку — Резник Владислав Матусович, фракция «Единая Россия» (с 24 декабря 2007 г., № 9-5 ГД)
6. Комитет по экономической политике и предпринимательству — Фёдоров Евгений Алексеевич, фракция «Единая Россия» (с 24 декабря 2007 г., № 9-5 ГД)
7. Комитет по собственности — Плескачевский Виктор Семёнович, фракция «Единая Россия» (с 24 декабря 2007 г., № 9-5 ГД)
8. Комитет по промышленности — Маслюков Юрий Дмитриевич, фракция КПРФ (24 декабря 2007 г., № 9-5 ГД — умер 1 апреля 2010 г.; постановлением Государственной думы от 14 апреля 2010 г. № 3488-5 ГД полномочия депутата Государственной думы досрочно прекращены с 1 апреля 2010 г.); Собко Сергей Васильевич, фракция КПРФ (с 7 июля 2010 г., № 3928-5 ГД)
9. Комитет по строительству и земельным отношениям — Шаккум Мартин Люцианович, фракция «Единая Россия» (с 24 декабря 2007 г., № 9-5 ГД)
10. Комитет по науке и наукоёмким технологиям — Черешнев Валерий Александрович, фракция «Справедливая Россия» (с 24 декабря 2007 г., № 9-5 ГД)
11. Комитет по энергетике — Липатов Юрий Александрович, фракция «Единая Россия» (с 24 декабря 2007 г., № 9-5 ГД)
12. Комитет по транспорту — Шишкарёв Сергей Николаевич, фракция «Единая Россия» (с 24 декабря 2007 г., № 9-5 ГД)
13. Комитет по обороне — Заварзин Виктор Михайлович, фракция «Единая Россия» (с 24 декабря 2007 г., № 9-5 ГД)
14. Комитет по безопасности — Васильев Владимир Абдуалиевич, фракция «Единая Россия» (с 24 декабря 2007 г., № 9-5 ГД)
15. Комитет по международным делам — Косачёв Константин Иосифович, фракция «Единая Россия» (с 24 декабря 2007 г., № 9-5 ГД)
16. Комитет по делам Содружества Независимых Государств и связям с соотечественниками — Островский Алексей Владимирович, фракция ЛДПР (с 24 декабря 2007 г., № 9-5 ГД)
17. Комитет по делам Федерации и региональной политике — Усачёв Виктор Васильевич, фракция «Единая Россия» (с 24 декабря 2007 г., № 9-5 ГД)
18. Комитет по вопросам местного самоуправления — Тимченко Вячеслав Степанович, фракция «Единая Россия» (с 24 декабря 2007 г., № 9-5 ГД)
19. Комитет по регламенту и организации работы Государственной думы — Ковалёв Олег Иванович, фракция «Единая Россия» (24 декабря 2007 г., № 9-5 ГД — постановлением Государственной думы от 16 апреля 2008 г. № 355-5 ГД полномочия депутата Государственной думы досрочно прекращены с 11 апреля 2008 г.); Аршба Отари Ионович, фракция «Единая Россия» (с 18 апреля 2008 г., № 384-5 ГД)
20. Комитет по информационной политике, информационным технологиям и связи — Комиссаров Валерий Яковлевич, фракция «Единая Россия» (24 декабря 2007 г., № 9-5 ГД — постановлением Государственной думы от 25 февраля 2011 г. № 4896-5 ГД полномочия депутата Государственной думы досрочно прекращены с 25 февраля 2011 г.); Железняк Сергей Владимирович, фракция «Единая Россия» (с 22 марта 2011 г., № 4967-5 ГД)
21. Комитет по охране здоровья — Борзова Ольга Георгиевна, фракция «Единая Россия» (с 24 декабря 2007 г., № 9-5 ГД)
22. Комитет по образованию — Балыхин Григорий Артёмович, фракция «Единая Россия» (с 24 декабря 2007 г., № 9-5 ГД)
23. Комитет по делам женщин, семьи и детей (с 6 февраля 2008 г., № 88-5 ГД — Комитет по вопросам семьи, женщин и детей) — Мизулина Елена Борисовна, фракция «Справедливая Россия» (с 24 декабря 2007 г., № 9-5 ГД)
24. Комитет по аграрным вопросам — Денисов Валентин Петрович, фракция «Единая Россия» (с 24 декабря 2007 г., № 9-5 ГД)
25. Комитет по природным ресурсам, природопользованию и экологии — Комарова Наталья Владимировна, фракция «Единая Россия» (24 декабря 2007 г., № 9-5 ГД — постановлением Государственной думы от 10 марта 2010 г. № 3304-5 ГД полномочия депутата Государственной думы досрочно прекращены с 28 февраля 2010 г.); Туголуков Евгений Александрович, фракция «Единая Россия» (с 10 марта 2010 г., № 3306-5 ГД)
26. Комитет по культуре — Ивлиев Григорий Петрович, фракция «Единая Россия» (24 декабря 2007 г., № 9-5 ГД — постановлением Государственной думы от 1 ноября 2011 г. № 6083-5 ГД полномочия депутата Государственной думы досрочно прекращены с 23 октября 2011 г.); Мединский Владимир Ростиславович, фракция «Единая Россия» (с 2 ноября 2011 г., № 6132-5 ГД)
27. Комитет по делам общественных объединений и религиозных организаций — Попов Сергей Александрович, фракция «Единая Россия» (с 24 декабря 2007 г., № 9-5 ГД)
28. Комитет по делам национальностей — Купцов Валентин Александрович, фракция КПРФ (с 24 декабря 2007 г., № 9-5 ГД)
29. Комитет по физической культуре и спорту — Сихарулидзе Антон Тариэльевич, фракция «Единая Россия» (с 24 декабря 2007 г., № 9-5 ГД)
30. Комитет по делам молодёжи — Тараканов Павел Владимирович, фракция ЛДПР (с 24 декабря 2007 г., № 9-5 ГД)
31. Комитет по проблемам Севера и Дальнего Востока — Пивненко Валентина Николаевна, фракция «Единая Россия» (с 24 декабря 2007 г., № 9-5 ГД)
32. Комитет по делам ветеранов — Ковалёв Николай Дмитриевич, фракция «Единая Россия» (с 24 декабря 2007 г., № 9-5 ГД)

## Государственная дума VI созыва (21 декабря 2011 г. — 5 октября 2016 г.)
1. Комитет по конституционному законодательству и государственному строительству — Плигин Владимир Николаевич, фракция «Единая Россия» (с 21 декабря 2011 г., № 7-6 ГД)
2. Комитет по гражданскому, уголовному, арбитражному и процессуальному законодательству — Крашенинников Павел Владимирович, фракция «Единая Россия» (с 21 декабря 2011 г., № 7-6 ГД)
3. Комитет по труду, социальной политике и делам ветеранов — Исаев Андрей Константинович, фракция «Единая Россия» (21 декабря 2011 г., № 7-6 ГД — 11 ноября 2014 г., № 5284-6 ГД), Баталина Ольга Юрьевна, фракция «Единая Россия» (с 11 ноября 2014 г., № 5288-6 ГД)
4. Комитет по бюджету и налогам — Макаров Андрей Михайлович, фракция «Единая Россия» (с 21 декабря 2011 г., № 7-6 ГД)
5. Комитет по финансовому рынку — Бурыкина Наталья Викторовна, фракция «Единая Россия» (21 декабря 2011 г., № 7-6 ГД — 17 марта 2015 г., № 6247-6 ГД); Гончар Николай Николаевич фракция «Единая Россия» (с 17 марта 2015 г., № 6248-6 ГД)
6. Комитет по экономической политике, инновационному развитию и предпринимательству — Руденский Игорь Николаевич, фракция «Единая Россия» (21 декабря 2011 г., № 7-6 ГД — 21 апреля 2015 г., № 6514-6 ГД); Аксаков Анатолий Геннадьевич, фракция «Справедливая Россия» (с 21 апреля 2015 г., № 6518-6 ГД)
7. Комитет по вопросам собственности — Гаврилов Сергей Анатольевич, фракция КПРФ (с 21 декабря 2011 г., № 7-6 ГД)
8. Комитет по промышленности — Собко Сергей Васильевич, фракция КПРФ (с 21 декабря 2011 г., № 7-6 ГД)
9. Комитет по земельным отношениям и строительству — Русских Алексей Юрьевич, фракция КПРФ (с 21 декабря 2011 г., № 7-6 ГД)
10. Комитет по науке и наукоёмким технологиям — Черешнев Валерий Александрович, фракция «Справедливая Россия» (с 21 декабря 2011 г., № 7-6 ГД)
11. Комитет по энергетике — Грачёв Иван Дмитриевич, фракция «Справедливая Россия» (21 декабря 2011 г., № 7-6 ГД — 21 апреля 2015 г., № 6513-6 ГД); Завальный Павел Николаевич, фракция «Единая Россия» (с 21 апреля 2015 г., № 6519-6 ГД)
12. Комитет по транспорту — Москвичёв Евгений Сергеевич, фракция «Единая Россия» (с 21 декабря 2011 г., № 7-6 ГД)
13. Комитет по обороне — Комоедов Владимир Петрович, фракция КПРФ (с 21 декабря 2011 г., № 7-6 ГД)
14. Комитет по безопасности и противодействию коррупции — Яровая Ирина Анатольевна, фракция «Единая Россия» (с 21 декабря 2011 г., № 7-6 ГД)
15. Комитет по международным делам — Пушков Алексей Константинович, фракция «Единая Россия» (с 21 декабря 2011 г., № 7-6 ГД)
16. Комитет по делам Содружества Независимых Государств и связям с соотечественниками (с 13 сентября 2013 г., № 2794-6 — Комитет по делам Содружества Независимых Государств, евразийской интеграции и связям с соотечественниками) — Слуцкий Леонид Эдуардович, фракция ЛДПР (с 21 декабря 2011 г., № 7-6 ГД / 13 сентября 2013 г., № 2795-6 ГД)
17. Комитет по федеративному устройству и вопросам местного самоуправления — Кидяев Виктор Борисович, фракция «Единая Россия» (с 21 декабря 2011 г., № 7-6 ГД)
18. Комитет по региональной политике и проблемам Севера и Дальнего Востока — Харитонов Николай Михайлович, фракция КПРФ (с 21 декабря 2011 г., № 7-6 ГД)
19. Комитет по регламенту и организации работы Государственной думы — Габдрахманов Ильдар Нуруллович, фракция «Единая Россия» (21 декабря 2011 г., № 7-6 ГД — 23 ноября 2012 г.); Попов Сергей Александрович, фракция «Единая Россия» (12 декабря 2012 г., № 1355-6 ГД — 16 октября 2015 г., № 7370-6 ГД), Пинский Виктор Витальевич, фракция «Единая Россия» (с 16 октября 2015 г., № 7371-6 ГД)
20. Комитет по охране здоровья — Калашников Сергей Вячеславович, фракция ЛДПР (21 декабря 2011 г., № 7-6 ГД — 29 сентября 2015 г.), Фургал Сергей Иванович, фракция ЛДПР (с 16 октября 2015 г., № 7362-6 ГД)
21. Комитет по образованию — Дегтярёв Александр Николаевич, фракция «Единая Россия» (21 декабря 2011 г., № 7-6 ГД — 22 марта 2013 г., № 1958-6 ГД); Никонов Вячеслав Алексеевич, фракция «Единая Россия» (с 22 марта 2013 г., № 1962-6 ГД)
22. Комитет по вопросам семьи, женщин и детей — Мизулина Елена Борисовна, фракция «Справедливая Россия» (21 декабря 2011 г., № 7-6 ГД — 23 сентября 2015 г.), Епифанова Ольга Николаевна, фракция «Справедливая Россия» (с 16 октября 2015 г., № 7360-6 ГД)
23. Комитет по аграрным вопросам — Панков Николай Васильевич, фракция «Единая Россия» (с 21 декабря 2011 г., № 7-6 ГД)
24. Комитет по природным ресурсам, природопользованию и экологии — Кашин Владимир Иванович, фракция КПРФ (с 21 декабря 2011 г., № 7-6 ГД)
25. Комитет по культуре — Говорухин Станислав Сергеевич, фракция «Единая Россия» (с 21 декабря 2011 г., № 7-6 ГД)
26. Комитет по делам общественных объединений и религиозных организаций — Островский Алексей Владимирович, фракция ЛДПР (21 декабря 2011 г., № 7-6 ГД — 26 апреля 2012 г.); Нилов Ярослав Евгеньевич, фракция ЛДПР (с 15 мая 2012 г., № 330-6 ГД)
27. Комитет по делам национальностей — Сафаралиев Гаджимет Керимович, фракция «Единая Россия» (с 21 декабря 2011 г., № 7-6 ГД)
28. Комитет по физической культуре, спорту и делам молодёжи — Ананских Игорь Александрович, фракция ЛДПР (21 декабря 2011 г., № 7-6 ГД — 3 июля 2015 г., № 7115-6 ГД); Свищев Дмитрий Александрович, фракция ЛДПР (с 3 июля 2015 г., № 7117-6 ГД)
29. Комитет по жилищной политике и жилищно-коммунальному хозяйству — Хованская Галина Петровна, фракция «Справедливая Россия» (с 21 декабря 2011 г., № 7-6 ГД)
30. Комитет по информационной политике, информационным технологиям и связи (образован 28 сентября 2012 г., № 879-6 ГД) — Митрофанов Алексей Валентинович, фракция «Справедливая Россия» (28 сентября 2012 г., № 883-6 ГД — 23 сентября 2014 г., № 4931-6 ГД); Левин Леонид Леонидович, фракция «Справедливая Россия» (с 26 сентября 2014 г., № 4981-6 ГД)

## Государственная дума VII созыва (5 октября 2016 г. — 12 октября 2021 г.)
1. Комитет по государственному строительству и законодательству — Крашенинников Павел Владимирович, фракция «Единая Россия» (с 5 октября 2016 г., № 10-7 ГД).
2. Комитет по труду, социальной политике и делам ветеранов — Нилов Ярослав Евгеньевич, фракция ЛДПР (с 5 октября 2016 г., № 10-7 ГД).
3. Комитет по бюджету и налогам — Макаров Андрей Михайлович, фракция «Единая Россия» (с 5 октября 2016 г., № 10-7 ГД).
4. Комитет по финансовому рынку — Аксаков Анатолий Геннадьевич, фракция «Справедливая Россия» (с 5 октября 2016 г., № 10-7 ГД).
5. Комитет по экономической политике, промышленности, инновационному развитию и предпринимательству — Жигарев Сергей Александрович, фракция ЛДПР (с 5 октября 2016 г., № 10-7 ГД).
6. Комитет по природным ресурсам, собственности и земельным отношениям — Николаев Николай Петрович, фракция «Единая Россия» (с 5 октября 2016 г., № 10-7 ГД).
7. Комитет по энергетике — Завальный Павел Николаевич, фракция «Единая Россия» (с 5 октября 2016 г., № 10-7 ГД).
8. Комитет по транспорту и строительству — Москвичёв Евгений Сергеевич, фракция «Единая Россия» (с 5 октября 2016 г., № 10-7 ГД).
9. Комитет по обороне — Шаманов Владимир Анатольевич, фракция «Единая Россия» (с 5 октября 2016 г., № 10-7 ГД).
10. Комитет по безопасности и противодействию коррупции — Пискарев Василий Иванович, фракция «Единая Россия» (с 5 октября 2016 г., № 10-7 ГД).
11. Комитет по международным делам — Слуцкий Леонид Эдуардович, фракция ЛДПР (с 5 октября 2016 г., № 10-7 ГД).
12. Комитет по делам Содружества Независимых Государств, евразийской интеграции и связям с соотечественниками — Калашников, Леонид Иванович, фракция КПРФ (с 5 октября 2016 г., № 10-7 ГД).
13. Комитет по федеративному устройству и вопросам местного самоуправления — Диденко Алексей Николаевич, фракция ЛДПР (с 5 октября 2016 г., № 10-7 ГД).
14. Комитет по региональной политике и проблемам Севера и Дальнего Востока — Харитонов Николай Михайлович, фракция КПРФ (с 5 октября 2016 г., № 10-7 ГД).
15. Комитет по Регламенту и организации работы Государственной Думы (с 22 сентября 2017 г., № 2258-7 ГД — Комитет по контролю и Регламенту) —  Савастьянова, Ольга Викторовна, фракция «Единая Россия» (с 5 октября 2016 г., № 10-7 ГД).
16. Комитет по охране здоровья — Морозов Дмитрий Анатольевич, фракция «Единая Россия» (с 5 октября 2016 г., № 10-7 ГД).
17. Комитет по образованию и науке — Никонов Вячеслав Алексеевич, фракция «Единая Россия» (с 5 октября 2016 г., № 10-7 ГД).
18. Комитет по вопросам семьи, женщин и детей — Плетнёва Тамара Васильевна, фракция КПРФ (с 5 октября 2016 г., № 10-7 ГД).
19. Комитет по аграрным вопросам — Кашин Владимир Иванович, фракция КПРФ (с 5 октября 2016 г., № 10-7 ГД).
20. Комитет по экологии и охране окружающей среды — Тимофеева Ольга Викторовна, фракция «Единая Россия» (5 октября 2016 г., № 10-7 ГД — 11 октября 2017 г., № 2340-7 ГД), Бурматов Владимир Владимирович, фракция «Единая Россия» (с 11 октября 2017 г., № 2343-7 ГД).
21. Комитет по культуре — Говорухин Станислав Сергеевич, фракция «Единая Россия» (5 октября 2016 г., № 10-7 ГД — 14 июня 2018 г.), Ямпольская Елена Александровна, фракция «Единая Россия» (с 25 июля 2018 г., № 517168-7).
22. Комитет по делам общественных объединений и религиозных организаций — Гаврилов Сергей Анатольевич, фракция КПРФ (с 5 октября 2016 г., № 10-7 ГД).
23. Комитет по делам национальностей — Гильмутдинов Ильдар Ирекович, фракция «Единая Россия» (5 октября 2016 г., № 10-7 ГД — 22 января 2020); Николаев Олег Алексеевич, фракция «Справедливая Россия» (22—29 января 2020); Газзаев Валерий Георгиевич, фракция «Справедливая Россия» (с 29 января 2020).
24. Комитет по физической культуре, спорту, туризму и делам молодежи — Дегтярёв Михаил Владимирович, фракция ЛДПР (5 октября 2016 г., № 10-7 ГД — 21 июля 2020 г.); Пайкин Борис Романович, фракция ЛДПР (с 21 июля 2020).
25. Комитет по жилищной политике и жилищно-коммунальному хозяйству — Хованская Галина Петровна, фракция «Справедливая Россия» (с 5 октября 2016 г., № 10-7 ГД).
26. Комитет по информационной политике, информационным технологиям и связи — Левин Леонид Леонидович, фракция «Справедливая Россия» (с 5 октября 2016 г., № 10-7 ГД); Хинштейн Александр Евсеевич, фракция Единая Россия (с 22 января 2020).

## Государственная дума VIII созыва (с 12 октября 2021 г.)
1. Комитет Государственной Думы по аграрным вопросам —  Кашин Владимир Иванович, фракция КПРФ.
2. Комитет Государственной Думы по безопасности и противодействию коррупции — Пискарёв Василий Иванович, фракция «Единая Россия».
3. Комитет Государственной Думы по бюджету и налогам — Макаров Андрей Михайлович, фракция «Единая Россия».
4. Комитет Государственной Думы по защите семьи, вопросам отцовства, материнства и детства — Останина Нина Александровна, фракция КПРФ.
5. Комитет Государственной Думы по вопросам собственности, земельным и имущественным отношениям — Гаврилов Сергей Анатольевич, фракция КПРФ.
6. Комитет Государственной Думы по государственному строительству и законодательству — Крашенинников Павел Владимирович, фракция «Единая Россия».
7. Комитет Государственной Думы по делам Содружества Независимых Государств, евразийской интеграции и связям с соотечественниками — Калашников, Леонид Иванович, фракция КПРФ.
8. Комитет Государственной Думы по делам национальностей — Семигин Геннадий Юрьевич, фракция «Справедливая Россия — За правду» (до 11 июня 2024 г., № 6268-8 ГД); Иванов Владимир Валерьевич, фракция «Единая Россия».
9. Комитет Государственной Думы по защите конкуренции — Гартунг Валерий Карлович, фракция «Справедливая Россия — За правду».
10. Комитет Государственной Думы по информационной политике, информационным технологиям и связи — Хинштейн Александр Евсеевич, фракция «Единая Россия» (до 11 декабря 2024 г.); Боярский Сергей Михайлович, фракция «Единая Россия»
11. Комитет Государственной Думы по контролю — Морозов Олег Викторович, фракция «Единая Россия».
12. Комитет Государственной Думы по культуре — Ямпольская Елена Александровна, фракция «Единая Россия» (до 21 мая 2024 года); Казакова Ольга Михайловна, фракция «Единая Россия» (с 17 сентября 2024 года).
13. Комитет Государственной Думы по молодёжной политике — Метелев Артём Павлович, фракция «Единая Россия».
14. Комитет Государственной Думы по малому и среднему предпринимательству — Демин Александр Вячеславович, фракция «Новые люди».
15. Комитет Государственной Думы по международным делам — Слуцкий Леонид Эдуардович, фракция «ЛДПР».
16. Комитет Государственной Думы по науке и высшему образованию — Кабышев Сергей Владимирович, фракция «Справедливая Россия — За правду».
17. Комитет Государственной Думы по обороне — Картаполов Андрей Валериевич, фракция «Единая Россия».
18. Комитет Государственной Думы по охране здоровья — Хубезов Дмитрий Анатольевич, фракция «Единая Россия» (до 13 июня 2023 г, № 4092-8 ГД), Башанкаев Бадма Николаевич, фракция «Единая Россия» (с 13 июня 2023 г, № 4092-8 ГД)
19. Комитет Государственной Думы по промышленности и торговле — Гутенев Владимир Владимирович, фракция «Единая Россия».
20. Комитет Государственной Думы по просвещению — Казакова Ольга Михайловна, фракция «Единая Россия» (по 17 сентября 2024 года); Белых Ирина Викторовна, фракция «Единая Россия»
21. Комитет Государственной Думы по развитию Дальнего Востока и Арктики — Харитонов Николай Михайлович, фракция КПРФ.
22. Комитет Государственной Думы по развитию гражданского общества, вопросам общественных и религиозных объединений — Тимофеева Ольга Викторовна , фракция «Единая Россия» (по 26 февраля 2025 года); Лантратова Яна Валерьевна, фракция «Справедливая Россия ― За правду»
23. Комитет Государственной Думы по региональной политике и местному самоуправлению — Диденко Алексей Николаевич, фракция «ЛДПР».
24. Комитет Государственной Думы по строительству и жилищно-коммунальному хозяйству — Пахомов Сергей Александрович, фракция «Единая Россия».
25. Комитет Государственной Думы по транспорту и развитию транспортной инфраструктуры — Москвичев Евгений Сергеевич, фракция «Единая Россия».
26. Комитет Государственной Думы по труду, социальной политике и делам ветеранов — Нилов Ярослав Евгеньевич, фракция «ЛДПР».
27. Комитет Государственной Думы по туризму и развитию туристической инфраструктуры — Тарбаев Сангаджи Андреевич, фракция «Новые люди».
28. Комитет Государственной Думы по физической культуре и спорту — Свищев Дмитрий Александрович, фракция ЛДПР (до 23 июля 2024 г., № 6529-8 ГД).
29. Комитет Государственной Думы по финансовому рынку — Аксаков Анатолий Геннадьевич, фракция «Справедливая Россия — За правду».
30. Комитет Государственной Думы по экологии, природным ресурсам и охране окружающей среды — Кобылкин Дмитрий Николаевич, фракция «Единая Россия».
31. Комитет Государственной Думы по экономической политике — Топилин Максим Анатольевич, фракция «Единая Россия».
32. Комитет Государственной Думы по энергетике — Завальный Павел Николаевич, фракция «Единая Россия» (до 23 июля 2024 г., № 6529-8 ГД); Шульгинов Николай Григорьевич, фракция «Единая Россия».